# Björkviksmossen
Björkviksmossen este o arie protejată (arie specială de conservare — SAC, sit de importanță comunitară — SCI) din Suedia întinsă pe o suprafață de 14,5 ha, integral pe uscat.

## Localizare
Centrul sitului Björkviksmossen este situat la coordonatele 59°08′29″N 17°23′56″E / 59.1415°N 17.399°E.

## Înființare
Situl Björkviksmossen a fost declarat sit de importanță comunitară în decembrie 1995 pentru a proteja un număr necunoscut de specii din flora spontană și fauna sălbatică aflate în arealul zonei. Situl a fost protejat și ca arie specială de conservare în martie 2011.

## Biodiversitate
Situată în ecoregiunea boreală, aria protejată conține 2 habitate naturale: Mlaștini împădurite, Taiga vestică.
La baza desemnării sitului se află un număr nedeclarat de specii protejate.